# Sveriges historia 1905–1914
Sveriges historia 1905–1914 behandlar Sveriges historia under perioden från unionsupplösningen till första världskrigets utbrott, åren 1905 till 1914. Perioden inleds med att unionen mellan Sverige och Norge upplöses 1905. Den avslutas med att första världskriget bryter ut 1914.

## Rösträttsfrågan igen

### Liberal regering
Efter de upprivande unionella stridigheterna kunde de svenska statsmakterna odelat ägna sina omsorger åt Sveriges egna förhållanden. Kungen uppdrog åt Liberala samlingspartiets ledare Karl Staaff, som varit en av de liberala medlemmarna i Lundebergska ministären och en av de svenska förhandlarna i Karlstad, att som statsminister (7 november 1905-29 maj 1906) bilda en ny regering. Från föregående regering behölls krigsministern Lars Tingsten och finansministern Elof Biesèrt. Envoyén Eric Trolle blev utrikesminister, landssekreteraren Axel Schotte civilminister, folkskolläraren Fridtjuv Berg ecklesiastikminister och redaktören David Bergström konsultativt statsråd.

### Splittring i högern
Vid början av 1906 års riksdag utträdde ett fyrtiotal ledamöter ur lantmannapartiet och bildade under ledning av Hans Andersson i Nöbbelöv (senare i Skivarp) Nationella framstegspartiet, som dock i allt huvudsakligt samverkade med lantmannapartiet. Till nya kaserner och uniformer beviljade riksdagen på regeringens hemställan nära 28 miljoner kronor. Folkskollärarnas löner höjdes med ökade statsbidrag. Lagar antogs angående frihetsstraff och villkorlig frigivning samt medling i arbetstvister genom särskilda förlikningsmän. Riksdagen godkände regeringens förslag om förbud för bolag att i vissa fall förvärva fast egendom i norra Sverige (den så kallade Norrlandslagen, se Norrlandsfrågan). Ministärens viktigaste uppgift var att hitta en lösning på frågan om vilka som skulle ha rösträtt. Liberala samlingspartiets förslag från 1904 om allmän rösträtt i enmansvalkretsar lades fram av regeringen och bifölls av andra kammaren med 134 röster mot 94. Första kammaren däremot antog med 118 röster mot 24 ett förslag om proportionella val till båda kamrarna, ett förslag som först föreslagits av den förre jordbruksministern Alfred Petersson i Påboda.

### Högerregering
Ett av statsministern i andra kammaren under debatten fällt yttrande om herremakt och folkmakt föranledde Trolle och Tingsten att avgå ur regeringen. Statsministern begärde att få upplösa andra kammaren, men det ansåg kungen oformligt, då denna kammare bifallit den kungliga propositionen. Hela ministären begärde då sitt avsked. Kungen anmodade då Alfred Petersson i Påboda att bilda en ny ministär. Denne avböjde anbudet, men ingick i den ministär som nu bildades av generaldirektören Arvid Lindman (29 maj 1906–7 oktober 1911), som varit sjöminister i Lundebergska ministären. Även Trolle och Tingsten inträdde i den nya regeringen. Justitierådet Gustaf Albert Petersson, som tillhört Lundebergs ministär, blev justitieminister och fabriksidkaren Carl Swartz finansminister. Bland regeringens senare ledamöter bör nämnas greve Arvid Taube som utrikesminister, Olof Malm som krigsminister och greve Hugo Hamilton som civilminister.

## Omfattande reformer

### Ny kung
Kung Gustaf V:s trontillträde den 8 december 1907 föranledde ingen ändring i konseljens sammansättning. Det omfattande reformarbete som påbörjats av Staaffs ministär fortsattes med inte mindre kraft under Lindmans statsministertid. 

### Stora administrativa reformer
De ministeriella ärendena överflyttades till hela statsrådet. En administrativ högsta domstol med namnet Regeringsrätten upprättades. I samband därmed bildades av ledamöterna i Högsta domstolen och Regeringsrätten ett lagråd som regeringens och riksdagens rådgivare i lagstiftningsfrågor. För de centrala ämbetsverken och flera tjänstemannakårer genomfördes en omfattande reglering av tjänstskyldighet, löner och pensioner. Prästerskapets löneförhållanden undergick en genomgripande förändring med väsentlig förbättring av de lägst avlönades ställning. För prästvalen utsträcktes rösträtten även till de kommunalt röstberättigades hustrur med lika rösträtt för alla. Borgerligt äktenskap medgavs för alla ledamöter av Svenska kyrkan. Nya arrende- och hyreslagar beslutades, och en särskild uppsiktslag till att hindra jordbrukets förfall på trävaruindustrins hemman i Norrland och Dalarna utfärdades. En ny lag för aktiebolag till att skydda minoritetens rätt genomfördes. Progressiva arvs-, inkomst- och förmögenhetsskatter antogs. För avverkat virke infördes en ny kommunal skatt, benämnd skogsaccis. En ny banklag utfärdades. Tulltaxan omarbetades, och sockerbeskattningen omreglerades. Betydande anslag beviljades till järnvägsbyggen i övre Norrland, till stora elektriska kraftstationer i Trollhättan, Porjus och Älvkarleby samt till en farled för stora fartyg mellan Vänern och Kattegatt. Med Grängesbergsbolaget och dess lappländska bolag ordnades de tilltrasslade äganderättsförhållandena, så att staten erhöll preferensaktier för 40 miljoner kronor och en viss royalty för malmbrytningen i Gällivare och Kirunavaara. En ny lag om sjukkassor antogs, medel anvisades till sjukkasseväsendet, och en tillsynsmyndighet däröver anordnades. Förbud utfärdades för kvinnors nattarbete i vissa yrken. Statsanslag beviljades för organiserande av arbetsförmedling. Kommunernas ofta missbrukade lånerätt begränsades. Genom en ny skjutsstadga avlyftes skjutsningsbesväret fullständigt från jordbruket. Den högre tekniska undervisningen, lantbruksskolorna och navigationsskoleväsendet omreglerades.

Sveriges statsministrar 1905-1914

### Storstrejken
Storstrejken 1909 föranledde regeringsförslag om en arbetsavtalslagstiftning, men denna vann inte andra kammarens godkännande. Sjögränsen mot Norge fastställdes och genom skiljedom i Haag bekräftades Sveriges rätt till de omtvistade öarna Grisbådarna i Kattegatt. Med strandstaterna vid Östersjön och Nordsjön (utom Norge) ingicks 1908 ett avtal, Östersjöavtalet 1908, utan att Parisfredens förbud mot Ålandsöarnas befästande blev upphävt. Vid behandling av ett regeringsförslag år 1909 om torv som lokomotivbränsle för statsbanorna hade statsutskottet skaffat sig direkta upplysningar från järnvägsmyndigheterna. När frågan behandlades i första kammaren uttalade civilministern lämpligheten av att enligt § 46 riksdagsordningen sådana uppgifter inhämtades genom regeringen. Härom uppstod skarpa debatter i riksdagen, varvid utrikesministern Eric Trolle, jordbruksministern Alfred Petersson i Påboda och konsultativa statsrådet Gustaf Roos avgick ur regeringen.

## Försvarsfrågan igen

### Försvarskommitté
Efter unionsupplösningen trädde försvarsfrågan åter på allvar fram på dagordningen. För att särskilt med hänsyn till rikets ekonomiska bärkraft granska ett av militärmyndigheterna uppgjort förslag om en gemensam plan för rikets försvar tillsatte regeringen 1907 en större kommitté av ledande riksdagsmän och militärer under Christian Lundebergs ordförandeskap. Men då kommittén i juli 1910 nästan var färdig med sitt arbete hoppade de liberala ledamöterna Karl Staaff, Herman Kvarnzelius och Daniel Persson i Tällberg av denna på grund av missnöje med beräkningen av försvarskostnaderna. Då fanns ingen utsikt att få kommittéförslaget genomfört vid 1911 års riksdag. Vid denna motionerade socialdemokraterna om nedsättning av försvarsutgifterna, och andra kammaren begärde en ny allsidig utredning huvudsakligen genom civila personer. Regeringen begärde 4 miljoner kronor för byggande av en större sjögående pansarbåt av den så kallade F-typen (hela kostnaden omkring 12 miljoner kronor), vilken av de sakkunniga ansågs vara lämpligast för svenska förhållanden. Anslaget avslogs i andra kammaren, men bifölls i gemensam votering med 215 röster mot 145. Reservationer avgavs i andra kammaren av Karl Staaff och Hjalmar Branting med instämmande av 111 ledamöter. Hans Andersson i Nöbbelöv anmälde att han röstat för anslaget, och med honom instämde 68 av kammarens ledamöter.

### Nya rösträttsregler
Vid andrakammarvalet 1911 tillämpades de nya rösträttsbestämmelserna för första gången, varvid valmännens antal fördubblats sedan nästföregående val. Valet gick emot regeringen. Valda blev 102 liberala, 64 moderata (högermän) och 64 socialdemokrater. Hela den Lindmanska ministären begärde omedelbart efter valen sitt avsked. Kungen uppdrog åt Karl Staaff att för andra gången bli statsminister (7 oktober 1911–17 februari 1914). Axel Schotte och Fridtjuv Berg återtog sina ämbeten från den förra Staaffska ministären, och David Bergström blev krigsminister. Även Sjöförsvarsdepartementet fick en civil innehavare i vice häradshövdingen Jacob Larsson. Envoyén greve Jacob Albert Ehrensvärd blev utrikesminister, vice häradshövdingen Gustaf Sandström justitieminister, bruksägaren friherren Theodor Adelswärd finansminister och Alfred Petersson i Påboda (som gått över till det liberala partiet) för tredje gången jordbruksminister.

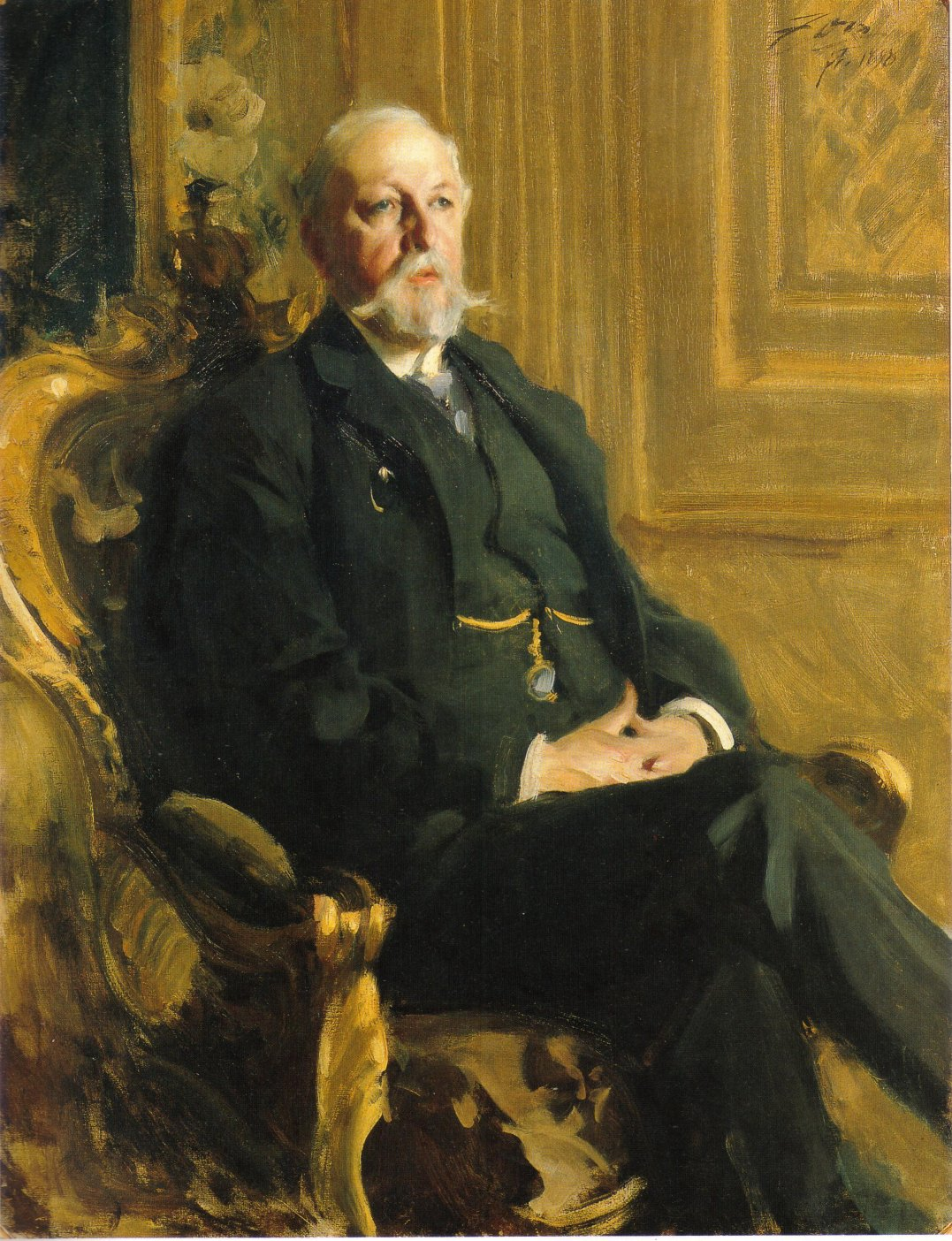
Oscar II (1829-1907) efterträdde sin bror Karl XV som svensk och norsk kung 1859, men avsattes som norsk kung 1905.

### Högern enas igen
Vid 1912 års riksdag förenades lantmannapartiet och Nationella framstegspartiet till lantmanna- och borgarepartiet, inom vilket amiral Arvid Lindman snart övertog ordförandeskapet. Tillsammans med första kammarens protektionister, som 1910 antagit namnet Förenade högerpartiet, hade 1905 de fåtaliga frihandelsvännerna med en del moderata protektionister slutit sig samman till Första kammarens moderata parti. År 1912 förenades högerpartiet och moderata partiet till Första kammarens nationella parti under ordförandeskap av före detta justitierådet Ernst Trygger. Omkring Hjalmar Branting, vilken 1896 inträdde i andra kammaren som den förste socialdemokraten, bildades socialdemokratiska riksdagsgruppen, gemensam för båda kamrarna sedan 1911. Detsamma gällde om liberala samlingspartiet.

### Nyval
Den nya regeringen lät upplösa första kammaren och förordna om nya val, för att dess sammansättning omedelbart och genomgående skulle bli i enlighet med de nya kommunala rösträttsbestämmelserna. Valda blev 86 högermän, 52 liberala och 12 socialdemokrater. Ministärens positiva verksamhet inriktades väsentligen på det socialpolitiska området. En särskild socialstyrelse inrättades, och lagen om arbetarskydd utsträcktes till nya områden. För understödsföreningar bestämdes registreringsskyldighet under en statlig tillsynsmyndighet. Om behandling av alkoholister utfärdades en särskild lag med införande av kommunala nykterhetsnämnder. Kommunernas inkomster från spritdrycksförsäljningen drogs in till statsverket för att frigöra kommunerna från det ekonomiska intresset. Folkbiblioteksväsendet omorganiserades. Nya lagar för jakt och gemensamhetsfiske antogs. 

### Nytt pensionssystem
Djupgående förändringar i kommunallagarna föreslogs av regeringen, bland annat om avskaffande av bolagens rösträtt men dessa godkändes inte av riksdagen. Dock antogs en hel mängd smärre förbättringar, såsom i avseende på kommunalfullmäktigeinstitutionen och utsträckning av de proportionella valen till stadsfullmäktiges beredningar och landstingens förvaltningsutskott. Den nära trettioåriga folkpensioneringsfrågan var nu omsider mogen för en lösning. Med betydande majoriteter i båda kamrarna och inom alla de tre politiska partierna antogs i huvudsak det av en kommitté under ordförandeskap av regeringsrådet Anders Lindstedt utarbetade och av regeringen framlagda förslaget till lag om allmän pensionsförsäkring, vari bland annat fastställdes obligatorisk försäkring med avgifter i tre klasser för alla (utom statspensionerade) i åldern 16-66 år, pension vid arbetsinvaliditet och senast vid fyllda 67 år samt pensionstillägg och understöd av statsmedel.

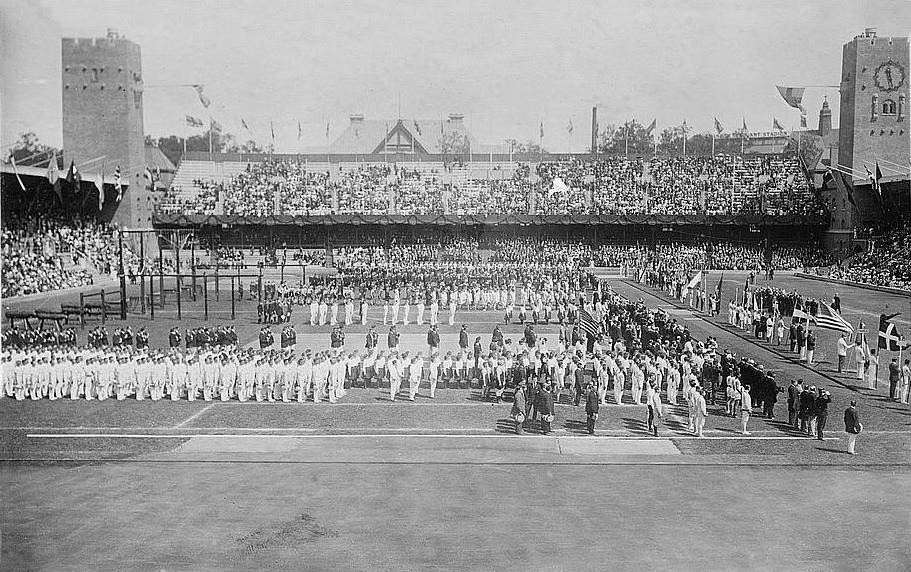
Olympiska sommarspelen 1912 hölls på Stockholms stadion.

### Pansarbåtsinsamlingen
Förarbetena till den av 1911 års riksdag beslutna större pansarbåten var utförda och kontrakt om dess utförande av godkända av K.M:t, men ministären genomdrev att beslutet upphävdes, och regeringen framlade vid 1912 års riksdag förslag om anstånd med pansarbåtsbyggandet tills den nya utredningen om försvarsväsendet skett, liksom även indragning av härför anvisade anslag. I gemensam votering godkände riksdagen detta förslag från regeringen med 222 röster mot 143. Beslutet väckte en storm av ogillande i vida kretsar. Från flera håll föreslogs en frivillig insamling för ändamålet. Svenska pansarbåtsföreningen bildades och inom några månader insamlades genom gåvor omkring 17 miljoner kronor, varav det för pansarbåtsbyggandet erforderliga beloppet överlämnades till regeringen, och riksdagen gav sitt tacksamma godkännande, så att redan i december 1912 kölen till pansarbåten Sverige kunde sträckas. Vid sidan om detta genomfördes också frivilliga insamlingar för att skaffa riket en luftflotta och landstormen kulsprutor.

### Försvarsberedningar
Kort efter sitt tillträde tillsatte den liberala regeringen fyra försvarsberedningar, som under ledning av stats-, krigs-, sjö- och finansministrarna skyndsamt skulle utreda försvarskostnaderna, härens och flottans betydelse för försvaret och övningstiden samt om besparingar var möjliga. I beredningen insattes de liberalas främsta män utanför ministären, spetsarna bland socialdemokraterna samt en moderat högerman i varje beredning. Militärsakkunniga tillkallades i mån av behov. Den politiska spänningen mellan stormakterna blev så stark att man på hösten 1912 väntade ett världskrig. De svenska krigsfartyg som fanns måste sättas i försvarsskick och en del av för detta avsedda kreditiv användas. I Finland anlade ryssarna strategiska järnvägar mot den svenska gränsen, och upptäckten av många ryska spioner inom Sverige ökade oron. Mot förväntan framlades dock inte något försvarsförslag vid 1913 års riksdag. Nära årets slut offentliggjorde omsider statsministern på ett möte i Karlskrona det liberala försvarsprogrammet: bland annat vinterutbildning av armén, upprättande av reservorganisationer, en större värnskatt för de bemedlade till stärkande av försvaret, humanisering av krigslagarna och inrättandet av ett militieombudsmannaämbete. Men på grund av de vallöften som de liberala riksdagsmännen (av statsministern själv på möten i Dalarna) gett före 1911 års val skulle frågan om infanteriets utbildning inte föreläggas 1914 års riksdag, utan först efter andrakammarvalet 1914.

## Bondetåget och borggårdskrisen

### Bondetåget

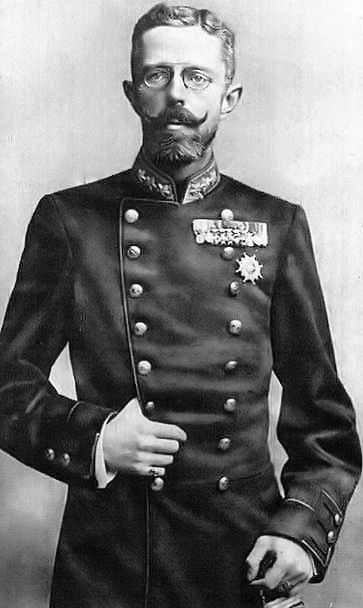
Gustaf V (1858-1950), svensk kung från 1907, då han efterträdde sin far Oscar II.

Det bebådade uppskovet med avgörandet av det viktigaste i försvarsfrågan: övningstiden för fotfolket, framkallade starka rörelser i alla delar av landet. På initiativ av 361 Upplandsbönder samlades i Stockholm den 6 februari 1914 över 32 000 allmogemän, det så kallade bondetåget, som landskapsvis under sina häradsfanor tågade upp till Stockholms slott och genom sin talman, hemmansägaren Uno V. Nyberg försäkrade inför kungen sin villighet att offra så väl till här som flotta, vad sakkunskap och tidens allvar kunde kräva, samt med hänsyn till de allmänna politiska förhållandena uttalade sin önskan om försvarsfrågans lösning i sin helhet under innevarande riksdag. Från 80 000 andra personer än odalmän framförde grosshandlaren J. E. Frykberg deras anslutning till bondetågets syften. I sitt svar på slottets borggård betonade kungen att han delade bondemännens åsikter om försvarsfrågans omedelbara lösning i sin helhet och ett sammanhang, och tillade: "de fordringar på fälthärens slagfärdighet och krigsberedskap, som av sakkunskapen inom Min armé uppställas såsom oeftergivliga, frångår jag icke". Inför statsrådets ledamöter, samlade utanför kanslihuset vid Mynttorget, framhöll bondetågets delegerade samma synpunkter som inför kungen. Den 11 februari tågade omkring 3 000 studenter från rikets samtliga universitet och högskolor upp till slottet och försäkrade kungen om sin anslutning till honom i försvarsfrågan.

### Borggårdstalet
Kungens tal till bönderna ("borggårdstalet"), som författats av Sven Hedin och löjtnant Carl Bennedich, satte medvetet hårt mot hårt i frågan om försvarsanslagen och monarkens rätt att fatta ledande beslut, frågor som hade stått i centrum under några år. Formuleringarna om "Min flotta" och att inte frångå de krav för framtiden som "sakkunskapen inom Min armé" ställde, innebar en tydlig markering mot försvarsministern och regeringen, eftersom denna var mindre ivrig att sätta försvaret främst än kungen. Staaffs motdrag blev mycket riktigt att uppmana kungen att inte uttala sig i politiska frågor utan att ha hört statsrådet om den saken, det vill säga ett insisterande på att regeringen och inte kungen höll i tyglarna. Denna uppmaning var givetvis förtrolig och skulle inte göras offentlig, men Gustav V refererade öppet till den och replikerade smått överlägset att han inte kunde gå med på något sådant, ty "jag vill ej beröva mig rätten att fritt meddela mig med Sveriges folk". Regeringen avgick nästa dag, den 10 februari 1914. Kungen ansågs ha vunnit en stor seger, men förberedelserna för att få fram en ny regering hade varit svaga; en tillfällig expeditionsregering tillträdde efter en vecka och utlyste nyval.
Två dagar efter bondetåget marscherade omkring 50 000 arbetare (se arbetartåget), organiserade av den socialdemokratiska arbetarekommunen, genom Stockholms gator för att markera sitt stöd för parlamentarismen och Staaffs regering, en händelse som både i dagspressen och i senare historieskrivning hamnade i skuggan av böndernas demonstration och som inte heller fick någon direkt effekt på händelserna.
I samband med regeringen Staaffs avgång utfärdade 136 medlemmar av liberala samlingspartiet ur riksdagens båda kamrar den 13 februari en deklaration till Sveriges frisinnade medborgare där det markerades att regeringen avgått på grund av att kungen genom sitt agerande inte respekterat sina valda rådgivare, dvs. regeringen i förbund med riksdagen, och att det parlamentariska styrelseskicket därmed kommit i fara. Man uppmanade folket att "i den strid som utbrutit värna sin rätt att självt råda över sina öden". Detta var en mycket stark markering mot kungen. I ett gemensamt manifest till Sveriges folk nästa dag, den 14 februari, påpekade Första kammarens nationella parti (högern) samt andra kammarens lantmanna- och borgarparti däremot att de liberala satte parlamentarismen framför rikets trygghet mot yttre fiender, att de tvärt emot sanna förhållandet förklarat framstegsarbetet i fara och att de velat tysta kungens röst, då han satt vidmakthållandet av riket som sin första plikt; manifestet vädjade till "alla medborgare att sätta in all sin kraft till försvarsfrågans lösning". Därmed var linjerna uppdragna inför nyvalet, som i hög grad kom att få karaktären av en förtroendeomröstning om Staaff, parlamentarismen och kungen, samt om försvar kontra konstitutionella och sociala reformer.

## Försvarsfrågans lösning
Kungen uppdrog först åt den liberala landshövdingen friherre Louis De Geer att bilda en ny regering, men då detta misslyckats åtog sig före detta statsrådet landshövdingen Hjalmar Hammarskjöld ämbetet som statsminister (17 februari 1914–30 mars 1917). Ministären kom till större delen att utgöras av män som stått utanför de senaste årens politiska strider. Statsministern blev tills vidare även krigsminister. Bankdirektören Knut Wallenberg blev utrikesminister, hovrättspresidenten Berndt Hasselrot justitieminister, skeppsredaren Dan Broström sjöminister, landshövdingen Oscar von Sydow civilminister, fabriksidkaren Axel Vennersten finansminister, professor Karl Gustaf Westman ecklesiastikminister och friherre Johan Beck-Friis jordbruksminister. Konsultativa statsråd blev hovrättsrådet Steno Stenberg, expeditionschefen Sigfrid Linnér och översten Emil Mörcke, som den 15 augusti 1914 övertog lantförsvarsdepartementet.

### Nyval
Andra kammaren upplöstes, och nya val utskrevs. Den nya regeringens försvarsprogram avsåg i anslutning till bondetåget och kungens uttalande försvarsfrågans lösning i ett sammanhang med en sammanhängande "vinterlinje" av 250 dagars rekrytskola för fotfolket, tre repetitionsövningar à 30 dagar och därtill 15 dagars övning för äldre årsklasser liksom även byggandet av sju pansarbåtar förutom pansarbåten "Sverige". Valstriden blev synnerligen häftig. Högern, moderata och liberala försvarsvänner anslöt sig till regeringens program. Det liberala partiet accepterade Staaffs Karlskronaprogram med "sommarlinje" och en ökning intill 40 dagar av infanteriets övningar. Socialdemokraterna yrkade bland annat övningstidens nedsättning till sex månader. Valda blev 86 försvarsvänner, 73 socialdemokrater och 71 liberala (de sistnämnde förlorade 22 platser till försvarsvännerna och 9 platser till socialdemokraterna). Fastän försvarsvännerna haft stor framgång vid valen var dock utsikterna för regeringens försvarspropositioner små då motståndarna hade majoritet inte bara i andra kammaren utan även i de gemensamma voteringarna. Regeringsförslagen upptog det före valen offentliggjorda programmet med en ökad årskostnad för försvaret på 11 miljoner kronor samt ökning av värnpliktsåldern med tre år. Till täckande av engångskostnaderna skulle det från de mera bemedlade tas ut en värnskatt på 75 miljoner kronor, fördelade på tre år. Av de liberala yrkandena upptog regeringen krigslagarnas humanisering och tillsättande av en militieombudsman.

### Kriget utbryter
Ett försvarsutskott på 24 personer under Karl Staaffs ordförandeskap hade att pröva förslagen. Men någon enighet inom utskottet verkade inte kunna åstadkommas. I detta läge bröt första världskriget ut den 1 augusti och framkallade snart ett avgörande av den svenska härordningsfrågan. Den 7 augusti riktade socialdemokraternas ledare Hjalmar Branting en maning till de borgerliga partierna att med anledning av kriget försöka finna "en enande linje" - han hade några dagar tidigare dessutom med kraft distanserat sig från parollen att arbetarna inte skulle ha något intresse av att delta i att försvara något fosterland, en uppfattning som fanns på socialdemokraternas vänsterflygel och som i många år hade väckt djup misstro i det borgerliga lägret.
Den 8 augusti meddelade Staaff statsministern, att liberalerna skulle komma att ge sitt stöd till huvudpunkten i regeringsförslaget om infanteriets övningstid, dvs. längden av värnpliktsinkallelsen inom armén. I allt väsentligt gav försvarsutskottet sitt stöd till regeringsförslagen. Den 12 september antogs försvarsutskottets betänkande utan votering i första kammaren och med 129 röster mot 70 (socialdemokraterna) i andra kammaren. Liberala samlingspartiets vänsterflygel ("Norrlandsliberalismen") avgav 25 avsiktligt ogiltiga röstsedlar.